# فيكرام سينغ
فيكرام سينغ هو ممثل هندي، ولد في 12 مايو 1982 في الهند.

## أعمال

### أفلام
- (2015) فندق بست إكزوتك ماريجولد الثاني[4]

## وصلات خارجية
- فيكرام سينغ على موقع IMDb (الإنجليزية)
- فيكرام سينغ على موقع قاعدة بيانات الفيلم (الإنجليزية)
- فيكرام سينغ على موقع كينوبويسك (الروسية)